# فصل بالتمليح

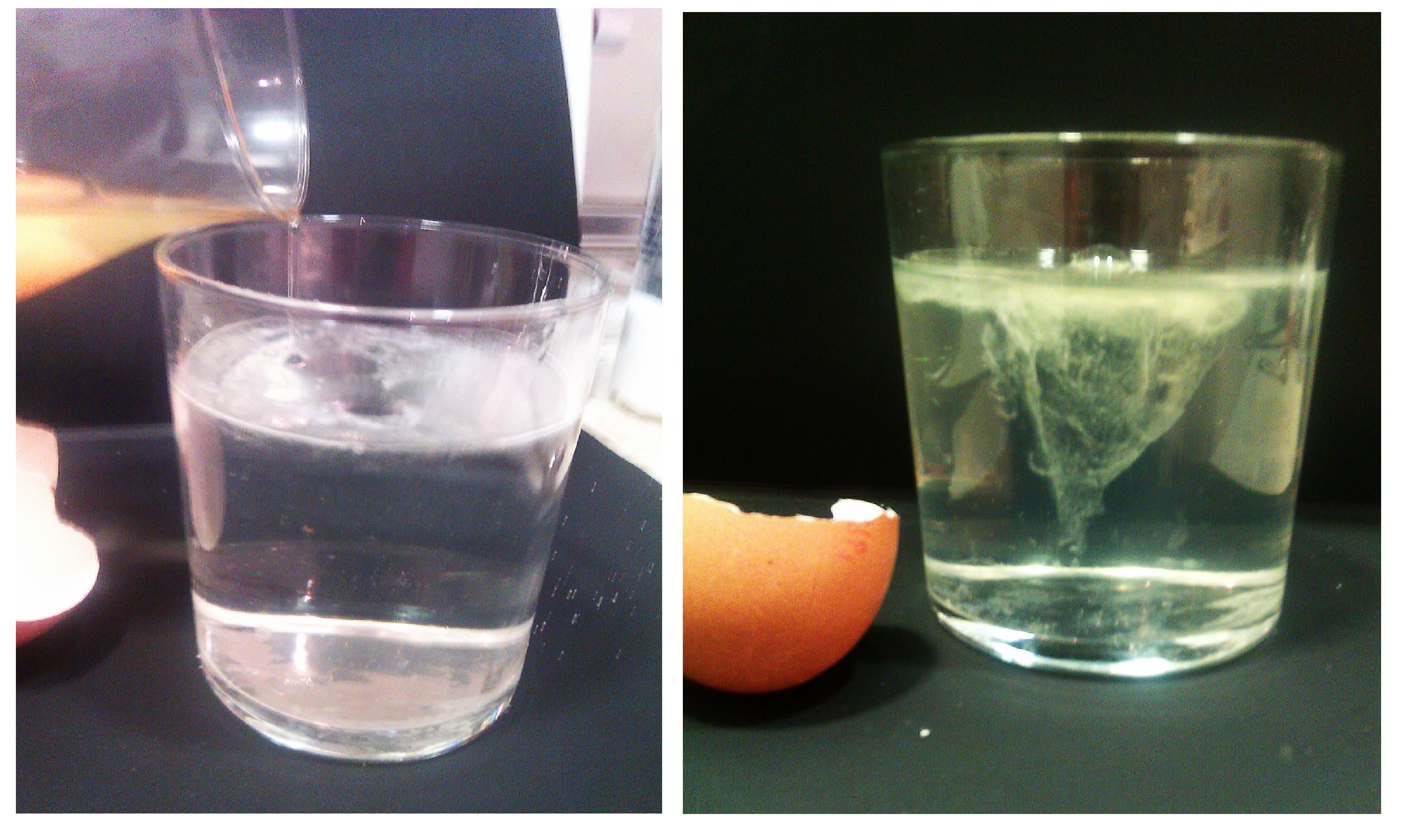

الفصل بالتمليح (بالإنجليزية: Salting out)‏ هي وسيلة لفصل البروتينات تقوم على مبدأ أن البروتينات هي أقل ذوبانا في المحاليل ذات التراكيزات الملحية العالية، تركيز الملح ضروري للتعجيل في ترسيب البروتينات والفصل بينها. وتستخدم هذه الطريقة على سبيل المثال في غسيل الكلى.